# The Bicycle Thief
The Bicycle Thief war eine kurzlebige, zwischen 1998 und 2001 aktive, von Bob Forrest ins Leben gerufene US-amerikanische Band. Nachdem die Band Thelonious Monster, in der er Frontmann war, ab 1994 kaum noch zusammenarbeitete, lernte Forrest den 17-jährigen Josh Klinghoffer kennen. Nach einigen Monaten gingen sie ins Studio, um zusammen mit Kevin Fitzgerald von Geraldine Fibbers ihr einziges Studioalbum aufzunehmen. Dieses erschien am 28. September 1999 als „You Come And Go Like A Pop Song“. Unter anderem traten sie anschließend bei SpikeRadio auf. 

Im Jahr 2001 wurde das Album mit modifizierter Setlist und neuem Artwork erneut veröffentlicht und die Single „Stoned+2“ herausgebracht.
Die Texte von You Come And Go Like A Pop Song handeln hauptsächlich von Bob Forrests Drogensucht und der Verarbeitung dieser Zeit. Es stellt quasi einen Schlussstrich zwischen altem und neuem Leben dar.

## Diskografie
- You Come And Go Like A Pop Song (LP) (1999)
- You Come And Go Like A Pop Song (Re-release, LP) (2001)
- Stoned + 2 (EP) (2001)